# Muzeum Fur
Muzeum Fur to muzeum historyczne położone w Nederby na wyspie Fur w cieśninie Limfjorden (północna Dania, wąska cieśnina oddzielająca Półwysep Jutlandzki od Nørrejysk Ø. Limfjorden łączy Morze Północne z cieśniną Kattegat).  Pierwszy budynek muzeum powstał w 1954 r. Zasoby części muzealnej obejmują bogatą kolekcję wczesnych skamieniałości, warstwy gleby powszechnie nazywanej trzonowcem. W muzeum znajduje się wiele materiałów  zawierających informacje nie tylko o geologii tego obszaru, ale o historii kultury, etnologii i archeologii. Muzeum to skarbnica wiedzy na temat krajobrazów i historii regionu. W muzeum na wyspie Fur organizowane są wykłady oraz warsztaty przyrodnicze. W Gammelhavn (piaszczysta przystań na wyspie) upubliczniono wystawę, która przedstawia codzienne życie na wyspie Fur sprzed 200 lat. Na dziedzińcu muzeum stoi tzw. Tarris Mill, czyli ostatni duński żeglarz tkaninowy. Wystawa w Gammelhavn przedstawia przede wszystkim burzliwą historię rybołówstwa w Limfjord.
Za budynkiem muzeum znajduje się park, który nazywa się Geopark. Ścieżka w parku została zaprojektowana w taki sposób, że tworzy oś czasu. Oprócz wielu ogromnych kamieni, które reprezentują okres geologiczny, w parku znajduje się również 3,5-metrowy model tyranozaura rex i triceratopsa autorstwa miejscowego artysty Poula Erika Nielsena.

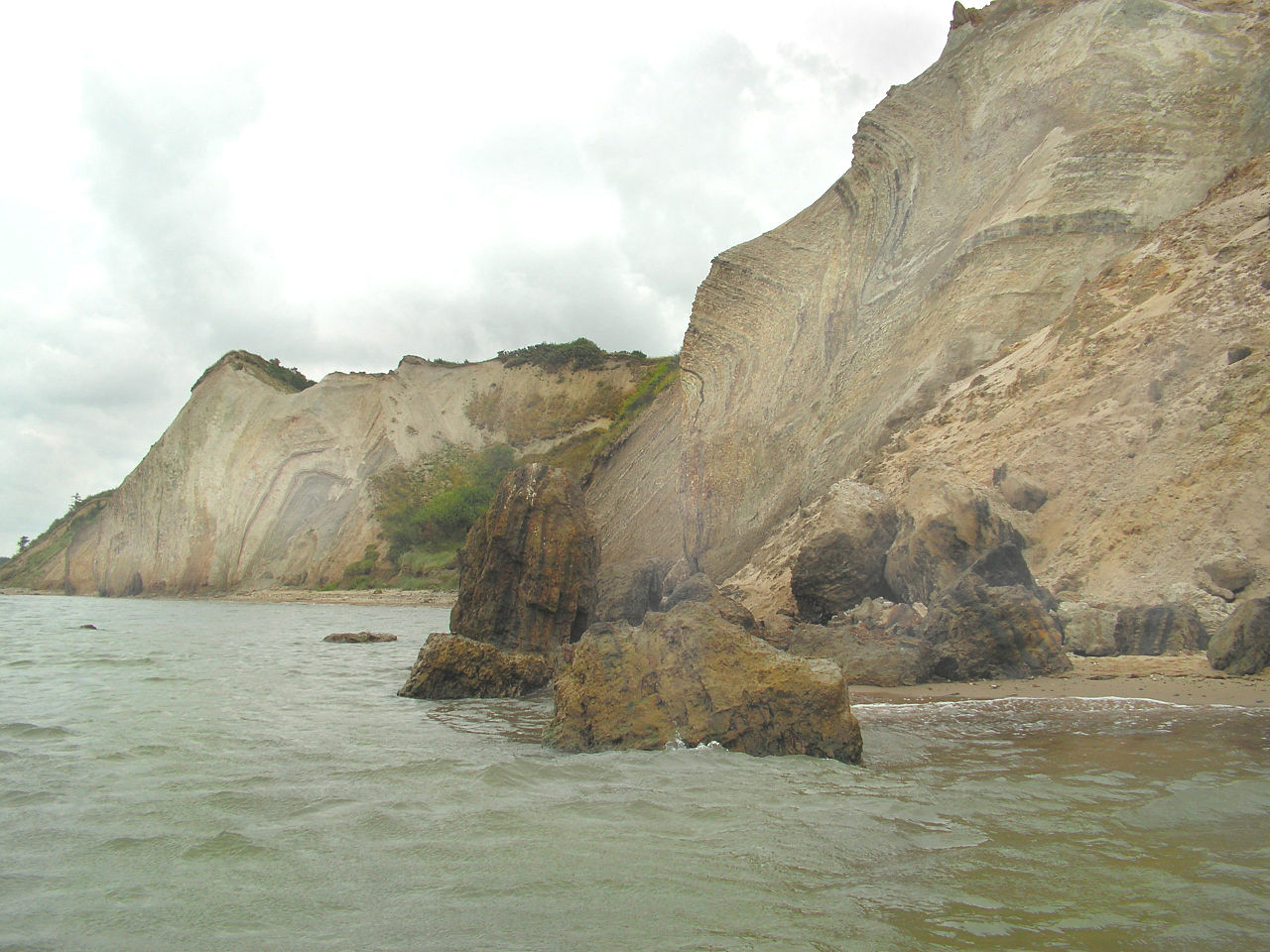
Klify na wyspie Fur